# Unser lieben Frauen (Stödten)

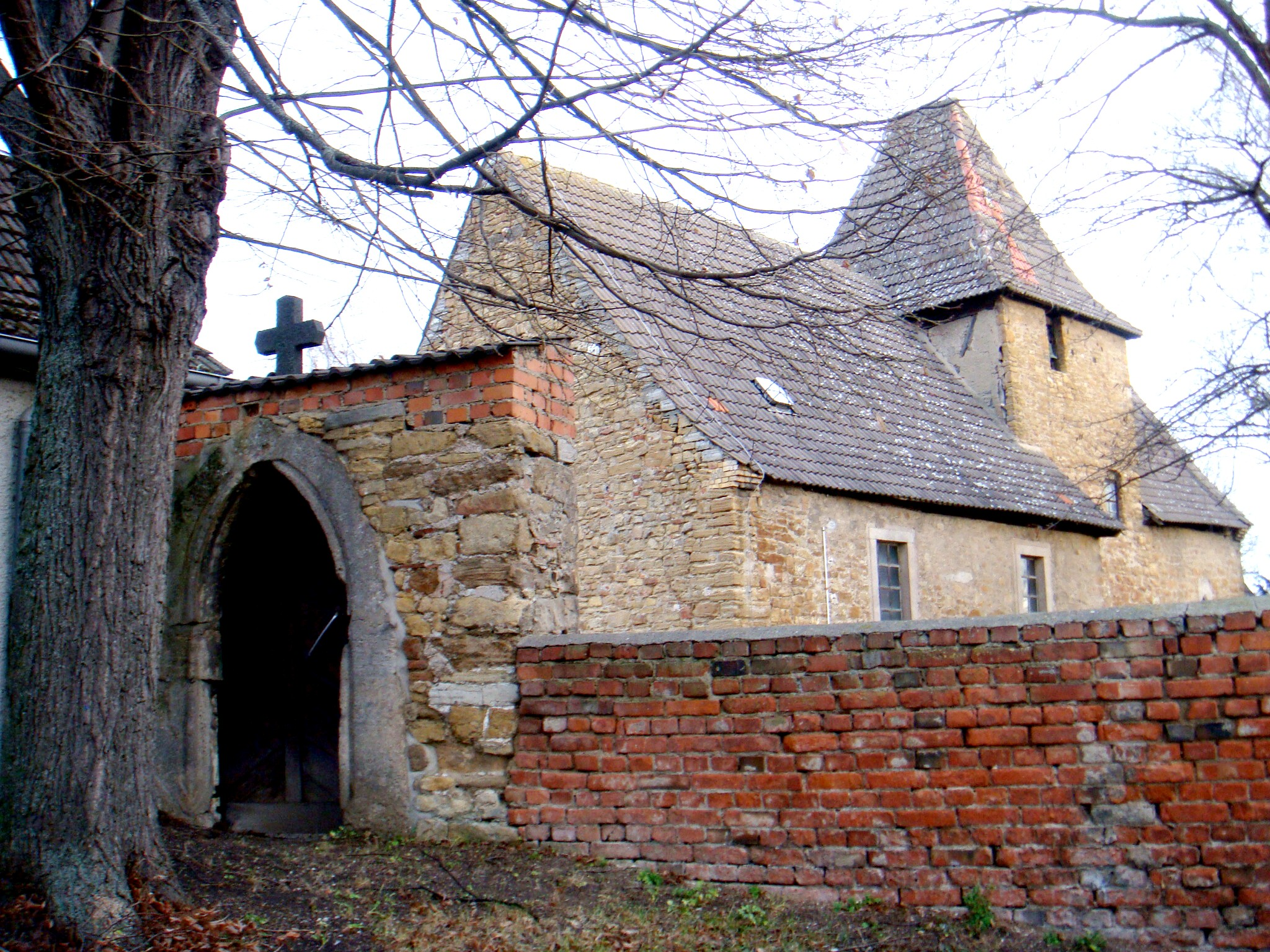
Die Kirche

Die evangelische Dorfkirche Unser lieben Frauen steht im Ortsteil Stödten der Stadt Sömmerda im Landkreis Sömmerda in Thüringen.

## Geschichte und Ausstattung
Die der Mutter Jesu geweihte Kirche mit einem Querturm aus dem 13. Jahrhundert ist ortsbildprägend. Sie wurde 1432 erstmals urkundlich erwähnt. Der in Natursteinen ausgeführte Kirchenbau besteht aus einem Langhaus gefolgt von dem sich östlich anschließenden eingezogenen Chorturm romanischen Ursprungs. An diesen schließt sich flachabschließend ein rechteckiger gotischer Chor von der Breite des Turmes an. 
Im Inneren hat sich eine fast unveränderte barocke Raumfassung erhalten. Der Innenraum wird durch die dreiseitig umlaufende Empore dominiert. Im Chor hat sich ein Kreuzgratgewölbe erhalten, während der Rest der Kirche von einer abgeflachten Holztonne überdeckt ist.
Ein Buntglasfenster mit der Anbetung der drei Weisen aus dem Morgenland schmückt den Raum.